# アンダーグラフのオールナイトニッポン
アンダーグラフのオールナイトニッポンはニッポン放送の人気深夜放送オールナイトニッポンの土曜日で、パーソナリティはバンドのアンダーグラフ（真戸原直人、阿佐亮介、中原一真、谷口奈穂子）が担当のラジオ番組。2006年4月8日に放送開始、2007年3月31日放送終了。

## 放送時間
- 毎週土曜日25:00〜27:00

## 概要
- 題名にはなっていないが、「POCARI SWEAT presents」となっている。
- レギュラー放送開始前、2006年6月17日金曜日にオールナイトニッポンR スペシャルナイトを担当した。
- タイトルコール→トーク→提供読みになっている。開始から3ヶ月ほどまでは真戸原と谷口が一時間だけ話して他の二人は26時台前後に登場する事が多かったが、現在では4人でスタートすることが多い。
- 提供クレジットは初回放送時は真戸原が読んでいたが、第2回からは谷口が読むようになった。
- 初回放送はアンダーグラフが福井でライブをした関係で、福井放送からの放送となった。自身のことを1問1答形式で紹介をしたりした。
- 一年契約のため2007年3月に終了することが最初から決定していた。（この番組が始まった4月に、1度言っていた）
- エンディングテーマは『真面目すぎる君へ』（番組開始 - 2006年9月23日）、『スローライフ』（2006年9月30日 - ）

## コーナー

### 二十歳を過ぎる前の僕らへ 三十歳を過ぎた僕らへ
- 番組開始 -

### 阿佐's BAR
- コーナー名は「福山雅治のオールナイトニッポン」であったコーナー「マシャ's BAR」からとったもの
- メンバーの阿佐亮介がその日オススメの1曲を流すコーナー。
- 普段は洋楽を流すことが多いが、ライブの後などの放送だと自分たちのライブの曲を流すことなどもある。
- 「夜食堂中原」と共に番組の後半に放送されることが多い。
  - 番組開始 -

### 夜食堂なかはら
- 調理師免許を持つメンバーの中原一真がオススメの夜食を紹介するコーナー。
- 始めのうちはそのように成り立っていたが、途中から中原が考えられなくなりリスナーからオススメの夜食を応募するようになった。
- 2007年は中原がリスナーの愚痴を聞き30秒で解決する、という当初とはまったく関係ないコーナーとなっている。しかし人気は高く、生電話で愚痴を聞くこともある。
- 番組イベントでも収録が行われた人気コーナーである。
  - 番組開始 -

### 1ガッツ
- 値にしにくい出来事を数値化し、それと同じ数値を持つ出来事を募集し、あげるもの。同じ数値を持つ出来事をあげられれば、プレゼントなどが送られる。
- ガッツティーチャー谷口（GTT）と称したメンバーの谷口奈緒子が主体のコーナー。
- 最初は『イコール』というタイトルだったが、第一回で「1ガッツ」となるものを募集したため、リスナーが間違えて「ガッツのコーナー」としてメールを送ってきてしまったのでタイトルが変更された。
  - 2006年10月7日 -

## 過去のコーナー

### ハローハローワーク
- リスナーの希望の職業への就職率を100%にするためにいろいろな仕事人を紹介するコーナー。
- このコーナー名はおそらく彼らの楽曲「ハローハロー」からとったものであり、コーナーの始まりには必ず「ハローハロー」が流される。
  - 番組開始 - 2006年10月

### アンダーグラフのやっぱり虎が好きやねん
- メンバー4人が大好きな「阪神タイガース」を応援するコーナー。
- コーナー内では「私の周りのちょいすご阪神ファン」といったテーマでメールを募集している。
- コーナーの終わりには「阪神タイガースの歌」（六甲おろし）が流れる。
- 後にイベントで収録も行われた人気のコーナー。
- 阪神ファンのみならず他球団の応援メールを読むこともある。
  - 番組開始 - 2006年10月14日

## イベント

### サタデーナイトパーティー『アンダーグラフ的週末の夜の過ごし方』
第一回
- 2006年6月24日、ニッポン放送imagineSTUDIOで開催。

第二回
- 2006年8月26日、大阪で開催。

第三回
- 2006年9月30日、お台場のヴィーナスフォートで開催。

第四回
- 2006年11月18日、ニッポン放送imagineSTUDIOで開催。

第五回
2006年12月23日、お台場フジテレビで開催。

### 映画『ユビサキから世界を』マスコミお披露目記者会見
- 2006年7月18日、ニッポン放送imagineSTUDIOで行われた。番組で募集した二人のリスナー記者が実際にアンダーグラフに質問していた。

## ノベルティグッズ
- シリコンリストバンド
  - アンダーグラフとポカリスエットコラボグッズ

ポカリスェット500ミリリットル入りペットボトル24本入り1ケース
シリコンリストバンドは青、白の二色あるが、白は数量限定のため、第四回のサタデーナイトパーティーのみで配布された。

## フィラー
2006年
1. Light My Fire / ドアーズ
2. Arthur's Theme(Best that you can do) / クリストファー・クロス

2007
1. Fire / ジミ・ヘンドリックス

## スタッフ
- ディレクター：遠藤竜也
- アシスタントディレクター：田野幸伸（サウンドマン）
- 放送作家：今浪祐介
- サブ作家：ハナコ

## ゲスト

### 2006年
- 4月22日水樹奈々
- 6月10日板羽皆
- 6月17日山本一太
- 7月8日若宮祐子
- 7月15日堀田友昭
- 8月19日石渕聡（コンドルズ）
- 8月26日亀山つとむ
- 9月2日行定勲
- 10月21日品川庄司
- 12月17日宮沢和史

### 2007年
- 2月24日次長課長